# Заброддя (Барановицький район)
Заброддя (біл. Заброддзе) — село в Білорусі, у Барановицькому районі Берестейської області. Орган місцевого самоврядування — Крошинська сільська рада.

## Населення
За переписом населення Білорусі 2009 року чисельність населення села становило 20 осіб.